# Sawa Petrowicz
Sawa Petrowicz z plemienia Njeguši (czarnog.: Сава Петровић Његош, Sava Petrović-Njegoš; ur. 18 stycznia 1702, zm. 9 marca 1782) – prawosławny biskup Cetynii, w latach 1735–1782 władyka Czarnogóry. 

## Życiorys
Sawa był bratankiem władyki Cetynii Daniły Petrowicza, jeszcze za życia władyki wyznaczonym przez niego na następcę. W 1719 r. metropolita karłowicki Mojżesz wyświęcił Sawę na władykę Cetynii. W 1735 r. po śmierci Daniły objął stolicę metropolitalną w Cetynii, nie posiadał jednak energii swego poprzednika. W polityce zewnętrznej ulegał wpływom Wenecji, choć podtrzymywał też tradycyjne już związki z Rosją. W 1742 r. wyruszył do Rosji i otrzymał od carycy Elżbiety zaległe subsydium pieniężne dla Czarnogóry wraz z obietnicą jego stałego wypłacania. W kraju, pod jego nieobecność, objął rządy inny bratanek Daniły Wasyl Petrowicz. W 1750 r. został wyświęcony w Belgradzie przez patriarchę Arseniusza IV na władykę. Wasyl zmarł w Petersburgu, podczas trzeciej swojej bytności w Rosji, 21 marca 1766 r. Po śmierci Wasyla została zerwana zależność metropolii cetyńskiej od biskupa Peći. Została ona podporządkowana bezpośrednio patriarsze Konstantynopola, co niewątpliwie podniosło prestiż władyki Sawy.
W Czarnogórze pod słabymi rządami Sawy i Wasyla doszło tymczasem do anarchii wewnętrznej. Plemiona prowadziły walki między sobą a zbrojne czety najeżdżały sąsiednie ziemie. Sawa ponownie objął władzę, utracił ją jednak już w 1767 r. na rzecz Szczepana Małego, z pochodzenia Słowianina, awanturnika podającego się za zamordowanego z rozkazu carycy Katarzyny II cara Piotra III. Szczepan objął rządy w Czarnogórze przy pomocy kilku naczelników plemiennych i grupy mnichów, jako car Rosji. Początkowo nawet Sawa uwierzył, że jest ocalałym carem Piotrem III. Jednak już w 1768 r. Sawa wystąpił przeciw samozwańcowi publikując list ambasadora rosyjskiego w Konstantynopolu. Został pokonany i na krótko uwięziony. W walce z władyką wspomógł Szczepana patriarcha serbski z Peći. Samozwańczy car w krótkim czasie ukrócił anarchię siłą łamiąc stosowanie krwawej zemsty.
Przebywając głównie w weneckim Maine, Szczepan rozszerzył swe wpływy na Brda, część Albanii, a nawet Bośnię i Dalmację, czym zaniepokoił Wenecjan i Turków. W wyniku najazdu tureckiego w 1768 r. musiał uciekać z kraju, utracił też wówczas weneckie Maine, Pobori i Braići. Mimo to utrzymał się przy władzy do 1772 r. Działalność Szczepana Małego dowiodła, że na czele Czarnogóry może stanąć również świecki przywódca, co ułatwiło namiestnikom (guwernadurom) przeciwstawienie się pozycji władyków. Chociaż po śmierci Szczepana Małego Sawa nominalnie odzyskał władzę w państwie, do najwyższego znaczenia doszedł w tym czasie guwernadur Jovan Radonjić. W maju 1775 r. Radonjić w imieniu całej Czarnogóry deklarował przyjęcie poddaństwa carskiego, a w 1777 r. udał się na czele delegacji do Rosji. Sawa zmarł w 1782 r. Po jego śmierci na władykę Cetynii został wyświęcony Piotr I Petrowić-Niegosz.